# 2019-es US Open (tenisz)
A 2019-es US Open (amerikai nyílt teniszbajnokság) az év negyedik Grand Slam-tornája volt, amelyet 139. alkalommal rendeztek meg New Yorkban, a  USTA Billie Jean King National Tennis Center kemény borítású pályáin 2019. augusztus 26. és szeptember 8. között. Ezt megelőzően augusztus 19-től rendezték a férfi és női egyes selejtezőit.
A férfi címvédő a szerb Novak Đoković volt, míg a nőknél a japán Ószaka Naomi győzött az előző évi tornán. Ebben az évben egyikőjüknek sem sikerült túljutni a 4. körön. A nőknél a győzelmet a kanadai Bianca Andreescu szerezte meg, aki az első kanadai teniszező, aki Grand Slam-tornát nyert. A férfiaknál Rafael Nadal negyedszer szerezte meg a US Open trófeáját, egyben 19. Grand Slam-tornagyőzelmét aratta.
A magyar teniszezők közül a világranglistán elfoglalt helye alapján alanyi jogon csak Fucsovics Márton indulhatott közvetlenül a főtáblán, de az 1. körön nem jutott túl, miután öt szettes mérkőzésen kikapott a 17. kiemelt grúz Nikoloz Basilashvilitól. A kvalifikációból kísérelte meg a felkerülést a főtáblára a nőknél Babos Tímea, Bondár Anna és Stollár Fanny, amely hármójuk közül egyedül Babos Tímeának sikerült, aki végül a főtábla 2. körében kapott ki háromszettes mérkőzésen a 15 éves feltörekvő fiatal amerikai tehetségtől, Cori Gaufftól.
Női párosban Babos Tímea a francia Kristina Mladenovic párjaként 1. kiemeltként indulhatott, és a negyeddöntőig jutottak, míg a női páros mezőnyének másik magyar résztvevője volt Stollár Fanny, akinek ezúttal Unsz Dzsábir volt a párja, és a 2. körben búcsúztak a tornától. A junioroknál egyéniben Makk Péter 16. kiemeltként indulhatott, és a 3. körig jutott, míg a lányoknál Nagy Adrienn szerepelt a főtáblán és a 2. körben esett ki. Makk Péter és Nagy Adrienn párosban is érdekelt volt a juniorok között, ahol Makk Péter már az 1. körben búcsúzni kényszerült, Nagy Adrienn az elődöntőig jutott.

## Világranglistapontok
| Eredmény           | Férfi egyes | Férfi páros | Női egyes | Női páros |
| ------------------ | ----------- | ----------- | --------- | --------- |
| Győzelem           | 2000        | 2000        | 2000      | 2000      |
| Döntő              | 1200        | 1200        | 1300      | 1300      |
| Elődöntő           | 720         | 720         | 780       | 780       |
| Negyeddöntő        | 360         | 360         | 430       | 430       |
| 16 között          | 180         | 180         | 240       | 240       |
| 32 között          | 90          | 90          | 130       | 130       |
| 64 között          | 45          | 0           | 70        | 10        |
| 128 között         | 10          | –           | 10        | –         |
| Főtáblára jutás    | 25          | –           | 40        | –         |
| Selejtező (3. kör) | 16          | –           | 30        | –         |
| Selejtező (2. kör) | 8           | –           | 20        | –         |
| Selejtező (1. kör) | 0           | –           | 2         | –         |

## Pénzdíjazás
A torna teljes összdíjazása 57 millió amerikai dollár, amely mintegy 8%-kal magasabb az előző évinél. A férfi és női bajnokok rekord összeget, 3,85 millió dollárt kapnak, 50 000 dollárral többet, mint 2018-ban. A US Open Series első három férfi és női helyezettje további díjazásban részesül.
| Eredmény           | Egyes*      | Páros**                   | Vegyes páros**            |
| Győzelem           | 3 850 000 $ | 740 000 $                 | 160 000 $                 |
| Döntő              | 1 900 000 $ | 370 000 $                 | 76 000 $                  |
| Elődöntő           | 960 000 $   | 175 000 $                 | 38 000 $                  |
| Negyeddöntő        | 500 000 $   | 91 000 $                  | 19 975 $                  |
| 16 között          | 280 000 $   | 50 000 $                  | 11 400 $                  |
| 32 között          | 163 000 $   | 30 000 $                  | 5900 $                    |
| 64 között          | 100 000 $   | 17 000 $                  | –                         |
| 128 között         | 58 000 $    | –                         | –                         |
| Selejtező (döntő)  | 32 000 $    | *Nemenként **Csapatonként | *Nemenként **Csapatonként |
| Selejtező (2. kör) | 18 000 $    | *Nemenként **Csapatonként | *Nemenként **Csapatonként |
| Selejtező (1. kör) | 11 000 $    | *Nemenként **Csapatonként | *Nemenként **Csapatonként |

## A döntők eredményei

### Férfi egyes
- Rafael Nadal –  Danyiil Medvegyev, 7–5, 6–3, 5–7, 4–6, 6–4

### Női egyes
- Bianca Andreescu –  Serena Williams, 6–3, 7–5

### Férfi páros
- Juan Sebastián Cabal /  Robert Farah –  Marcel Granollers /  Horacio Zeballos, 6–4, 7–5

### Női páros
- Elise Mertens /  Arina Szabalenka –  Viktorija Azaranka /  Ashleigh Barty, 7–5, 7–5

### Vegyes páros
- Bethanie Mattek-Sands /  Jamie Murray –  Csan Hao-csing /  Michael Venus, 6–2, 6–3

### Juniorok
Junior fiú egyéni
- Jonáš Forejtek –  Emilio Nava, 6–7(4), 6–0, 6–2

Junior lány egyéni
- María Camila Osorio Serrano –  Alexandra Yepifanova, 6–1, 6–0

Junior fiú páros
- Eliot Spizzirri /  Tyler Zink –  Andrew Paulson /  Alexander Zgirovsky, 7–6(4), 6–4

Junior lány páros
- Kamilla Bartone /  Oksana Selekhmeteva –  Aubane Droguet /  Séléna Janicijevic 7–5, 7–6(6)